# Hyponerita brueckneri
Hyponerita brueckneri är en fjärilsart som beskrevs av M.Gaede 1928. Hyponerita brueckneri ingår i släktet Hyponerita och familjen björnspinnare. Inga underarter finns listade i Catalogue of Life.